# Allium negianum
Allium negianum — вид рослин із родини амарилісових (Amaryllidaceae).

## Етимологія
Видовим епітетом вшановано покійного доктора Кулдіпа Сінгха Негі (англ. Kuldeep Singh Negi), видатного дослідника корінних видів Allium.

## Біоморфологічна характеристика
Трава 27–50 см заввишки. Кореневище ущільнене, 6.5–8.5 мм завдовжки. Цибулина скупчена, від циліндричної до вузькояйцеподібної, у діаметрі 0.8–1.2 см, 6.8–12 см у довжину, зовнішня оболонка червонувато-темно-коричнева. Листки 4–6, трохи коротше від стеблини, 12–40 см × 1.0–3.2 мм, прямовисні, темно-зелені. Стеблина вкрита тільки в основі листям, міцна, в поперечному перерізі суцільна, 15–30 см × 3.5–5.5 мм. Суцвіття зонтикоподібне, напівкулясте, з 30–40 вільних квіток. Квітки двостатеві, оцвітина дзвінчаста, листочки оцвітини темно-пурпурні з чіткою зеленою серединною лінією, внутрішні листочки оцвітини трохи довші за зовнішні, довгасто-ланцетні, верхівка гостра, 6–8 × 3–4 мм; зовнішні сегменти яйцеподібні або вузькі, 5.5–6 × 2.5–3 мм. Тичинкові пиляки довгасті, жовто-пурпурові (у зрілості). Коробочка трикутна, 5–5.5 × 5.8–7.2 мм. Насіння зворотно-яйцювате, 3.2–4.0 × 1.9–1.9 мм. Рослина має сильний цибулево-часниковий аромат. Цвіте і плодоносить з червня до середини вересня. 

## Середовище проживання
Населяє схили, піщані ґрунти вздовж річок і струмків уздовж альпійських луків (висота 3000–4800 м над рівнем моря) в долині Сумна (села Гамсалі, Ніті, Толма, Кайлашпур і Фаркья) в районі Чамолі біля льодовика Маларі в Індії.